# Ilha Taperebateua
Ilha Taperebateua é uma ilha fluvio-litorânea brasileira e um vilarejo localizado próximo ao município de Viseu e a Ilha dos Brancos, no estado do Pará.
As principais atividades econômicas é a Pesca comercial e de aventura, e o extrativismo.

Localiza-se próximo a paraísos naturais, como a Pedra do Gurupi, uma ilha de pedras e cavernas que fica entre o rio e o oceano e, a Serra do Piriá, que oferece uma ampla vista. Também a presença de uma comunidade quilombola que guardam a história e a cultura.
A energia elétrica na localidade funciona de 18h:00 às 22h:00 por meio de motor gerador.